# Кошка Олег Анатолійович
Олег Анатолійович Кошка (нар. 4 лютого 1988, Костопіль, Рівненська область) — український футболіст, півзахисник.

## Життєпис
Олег Кошка народився 4 лютого 1988 року в місті Костопіль Рівненської області. У ДЮФЛУ захищав кольори львівського ЛВДУФК (2001—2003) та донецького «Шахтаря» (2003—2005).
Перший професіональний контракт підписав саме з донецькими «гірниками» в 2005 році. Проте за головну команду «Шахтаря» не зіграв жодного поєдинку, натомість у першості дублерів зіграв 26 поєдинків. Натомість Олег переважно виступав за друголіговий фарм-клуб гірників, «Шахтар-3». Саме в складі цього клубу на професіональному рівні дебютував 1 квітня 2005 року у переможному (1:0) виїзному поєдинку 17-го туру групи В другої ліги чемпіонату України проти полтавської «Ворскли-2». Олег вийшов на поле на 60-й хвилині, замінивши Максима Мамакладзе, а вже на 70-й хвилині Олега замінив Сергій Ільїн. Дебютним голом за «Шахтар-3» відзначився 8 жовтня 2006 року на 38-й хвилині нічийного (2:2) домашнього поєдинку 11-го туру групи Б другої ліги чемпіонату України проти харківського «Арсенала». Кошка вийшов у стартовому складі, а на 81-й хвилині його замінив Валерій Лебедь. Загалом у третій команді гірників у другій лізі зіграв 74 матчі та відзначився 2-ма голами.
У 2008 році перейшов до кіровоградської «Зірки». 16 липня 2008 року дебютував за кіровоградську команду у переможному (1:0) першому попередньому раунді кубку України проти краснопільського «Явора». Кошка вийшов у стартовому складі та відіграв увесь поєдинок, а на 85-й хвилині отримав жовту картку. У другій лізі чемпіонату України у складі «Зірки» дебютував 20 липня 2008 року у програному (2:3) виїзному поєдинку 1-го туру проти харківського «Арсенала». Кошка вийшов на поле в стартовому складі, а на 88-й хвилині його замінив Олег Панасюк. Першим голом за кіровоградську команду відзначився 1 серпня 2008 року на 56-й хвилині переможного (2:1) домашнього поєдинку 3-го туру групи Б другої ліги чемпіонату України проти донецького «Олімпіка». Олег вийшов на поле на 17-й хвилині, замінивши Івана Короткого. Протягом першої частини сезону 2008/09 років був основним гравцем команди, у чемпіонаті України зіграв 15 матчів та відзначився 2-ма голами, ще 1 поєдинок провів у кубку України, у другій частині сезону втратив місце в основі та не мав стабільної ігрової практики.
У середині липня 2009 року на правах оренди перейшов до овідіопольського «Дністра». Дебютував за овідіопольську команду 26 липня 2009 року у нічийному (2:2) виїзному поєдинку 2-го туру першої ліги чемпіонату України проти «Нафтовика-Укрнафти». Олег вийшов на поле у стартовому складі та відіграв увесь поєдинок, а на 62-й хвилині отримав жовту картку. Дебютним голом за «Дністер» відзначився 1 серпня 2009 року на 3-й хвилині нічийного (2:2) домашнього поєдинку 3-го туру першої ліги чемпіонату України проти калінінського «Фенікса-Іллічовеця». Кошка вийшов на поле у стартовому складі, а на 51-й хвилині був замінений на Олега Коваленка. Загалом у складі «Дністра» у чемпіонаті України зіграв 45 матчів та відзначився 4-ма голами, ще 2 поєдинки провів у кубку України.
У 2011 році перейшов до складу друголігового клубу «Олімпік» (Донецьк). За донецький клуб дебютував 30 квітня 2011 року у переможному (1:0) виїзному поєдинку 17-го туру групи Б другої ліги чемпіонату України проти криворізького «Гірника». Олег вийшов на поле на 90-й хвилині, замінивши В'ячеслава Піднебенного. Першим та єдиним голом за «Олімпік» відзначився 10 вересня 2011 року на 90+1-й хвилині переможного (3:2) домашнього поєдинку 10-го туру першої ліги чемпіонату України проти бурштинського «Енергетика». Кошка вийшов на поле на 79-й хвилині, замінивши Кирила Дорошенка. Протягом свого перебування в донецькому клубі у чемпіонаті України зіграв 24 матчі та відзначився 1 голом, ще 1 поєдинок зіграв у кубку України. У сезоні 2012/13 років за донецьку команду не грав, натомість у 2012 році на правах оренди зіграв 3 матчі у футболці ОДЕКу, а в 2013 році захищав кольори макіївського клубу «Вода Донбаса».
У липні 2014 року перейшов до складу «Черкаського Дніпра». У футболці черкаського клубу дебютував 26 липня 2014 року у програному (0:1) виїзному поєдинку 1-го туру другої ліги чемпіонату України проти стрийської «Скали». Кошка вийшов на поле у стартовому складі, а на 57-й хвилині його замінив Олавале Фабунмі. Дебютним голом за «Черкаський Дніпро» відзначився на 62-й хвилині переможного (4:1) домашнього поєдинку 10-го туру першої ліги чемпіонату України проти стрийської «Скали». Олег вийшов на поле у стартовому складі, а на 88-й хвилині був замінений на Віталія Грицая. Наразі у футболці черкаського клубу у чемпіонаті України провів 57 матчів та відзначився 2-ма голами.

## Досягнення

### На професіональному рівні
- Перша ліга чемпіонату України
  -  Срібний призер (1): 2015/16

- Друга ліга чемпіонату України
  -  Чемпіон (2): 2010/11 (Група Б), 2014/15

### На аматорському рівні
- Аматорський Кубок України
  -  Фіналіст (1): 2012